# Бежали
Бежали — деревня в Краснинском районе Смоленской области России. Входит в состав Малеевского сельского поселения. До 5 июня 2017 года входила в состав Глубокинского сельского поселения.
Население — 7 жителей (2007 год).

## География
Расположена в западной части области в 15 км к северо-западу от Красного, в 6 км южнее автодороги М1 «Беларусь», на берегу реки Свиная. В 5 км северо-западнее деревни расположена железнодорожная станция О.п. 478-й км на линии Москва — Минск.

## История
В годы Великой Отечественной войны деревня была оккупирована гитлеровскими войсками в июле 1941 года, освобождена в сентябре 1943 года.